# Nicoletta Vallorani

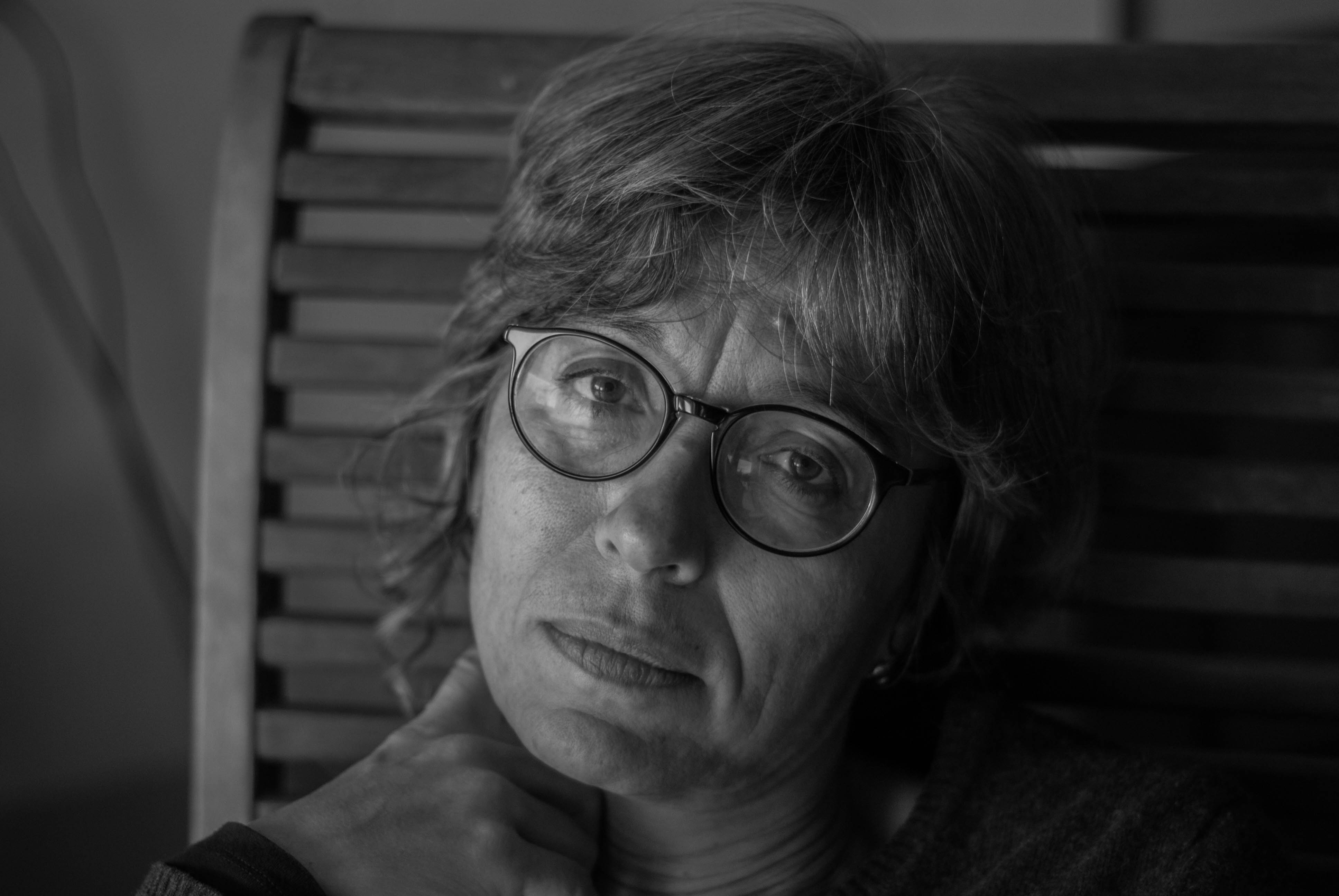
Nicoletta Vallorani

Nicoletta Vallorani (Offida, 7 febbraio 1959) è una scrittrice, anglista e blogger italiana.

## Biografia
Si è laureata all'Università di Pescara. Insegna Letteratura inglese all'Università degli Studi di Milano. Ha scritto, dal 1990, romanzi e racconti di fantascienza, noir e anche per bambini, facendo il suo esordio con il romanzo noir cyberpunk del 1993 Il cuore finto di DR (Mondadori), vincitore del premio Urania. Con Lapponi e criceti (2010) è stata finalista nel 2011 al Premio Bagutta e al Premio Asti d'Appello.
Alcuni dei suoi romanzi e racconti sono tradotti in Francia da Gallimard e nel Regno Unito da Troubadour Publishing.
Fa parte del collettivo Cailín Óg che ha scritto il romanzo fantasy postapocalittico Hope - L'ultimo segreto del fuoco (Salani). Lo pseudonimo è formato da Cailín Óg 2 (o Cailín Óg Red) alias del giornalista scrittore Mauro Garofalo, e da Cailín Óg 1 (o Cailín Óg Blue) alias di Nicoletta Vallorani. L'identità del collettivo è stata rivelata durante Bologna Children's Book Fair 2014.
In ambito saggistico, ha curato la raccolta di saggi Dissolvenze. Corpi e culture nella contemporaneità (2009, Il Saggiatore). Ha inoltre curato e tradotto testi di Jack Kerouac, Derek Jarman, Iain Sinclair, Will Self.
È tra le socie fondatrici dell'associazione di donne Tessere Trame.
Per l'Università degli Studi di Milano dal 2006 cura Docucity - Festival di cinema documentario.
Dal 2012 collabora con Il Fatto Quotidiano on-line con un blog di approfondimento su temi socio-culturali.

## Opere

### Fantascienza
- Il cuore finto di DR, Urania n.1215, Mondadori, 1992.
- DReam box, Urania n.1308, Mondadori, 1997.
- I misti di Sur, ADN Kronos Libri, 1998. EAN 8871180518
- Darjee, ADN Kronos Libri, 1999. EAN 8871180682
- Sulla sabbia di Sur, ED. IT, 2012. EAN 9788889726945
- Avrai i miei occhi, Zona 42, 2020. EAN 9788898950461
- Noi siamo campo di battaglia, Zona42, 2022.

### Noir
- Dentro la notte e ciao, Granata Press, 1995. EAN 9788872481257
- La fidanzata di Zorro, Marcos y Marcos, 1996. EAN 9788871681498
- Cuore meticcio, Marcos y Marcos, 1998. EAN 9788871681870
- Le sorelle sciacallo, Derive e Approdi, 1999. EAN 9788887423167
- Eva, Einaudi, 2002. EAN 9788806159726
- Visto dal cielo, Einaudi, 2004. EAN 9788806160951
- Lapponi e criceti, Edizioni Ambiente, 2010. EAN 9788896238806
- Le madri cattive, Salani, 2011. EAN 9788862562058

### Altri romanzi
- Cordelia, Flaccovio, 2006. EAN 9788877587060
- Hope - L'ultimo segreto del fuoco, Salani, 2013. ISBN 9788867153152 (come Cailín Óg, con Mauro Garofalo)

### Libri per bambini
- Luca De Luca detto Lince, EL, 1997. EAN 8847700698
- Pagnotta e i suoi fratelli, EL, 1997. EAN 8847700698
- Achab e Azùl, EL, 1997. EAN 8847701791
- Un mistero cirillico, EL, 1998. EAN 8847702127
- Occhi di lupo, EL, 2000. EAN 8847705312
- La mappa del male, Disney Libri, 2000. EAN 978887309738 (con Barbara Garlaschelli)
- Come una balena, Salani, 2000. EAN 8877829656
- La fatona, Salani, 2002. EAN 8884511550

### Racconti
- Creature di vetro, in Cronache dalla Polvere, Bompiani, 2019, ISBN 9788830100220 Mosaic Novel a cura di Jadel Andreetto.

## Premi e riconoscimenti
Per Il cuore finto di DR:
- Premio Urania (1992)[2]
- Finalista Premio Italia (1994)[7]

Per Avrai i miei occhi:
- Premio Italia (2021) – miglior romanzo di fantascienza[7]

Per Lapponi e criceti:
- Finalista premio Bagutta (2011)[3]
- Finalista premio Asti d'Appello (2011)[3]